# Јан Кулеманс
Јан Кулеманс (хол. Jan Anna Gumaar Ceulemans; рођен 28. фебруара 1957. у Лиру, Белгија) је бивши фудбалер, играч који је одиграо највише утакмица за фудбалску репрезентацију Белгије.
За време његове фудбалске каријере репрезентација Белгије је остварила највеће успехе у својој фудбалској историји, пласман у финале Европског првенства 1980 у Италији и четврто место на Светском првенству 1986 у Мексику.
Са белгијском репрезентацијом наступао је на три Светска првенства. Провео је 13. година своје каријере у Клубу Брижу. Када се после повреде зглоба повукао из професионалног фудбала постао је тренер. Пеле га је уврстио у списак од 125 највећих живих фудбалера у марту 2004. године. Тренутно тренира клуб у трећој белгијској лиги.